# Omomiłek łąkowy
Omomiłek łąkowy (Cantharis lateralis) – gatunek chrząszcza z rodziny omomiłkowatych i podrodziny Cantharinae.

## Taksonomia
Gatunek opisany został w 1758 roku przez Karola Linneusza.

## Morfologia

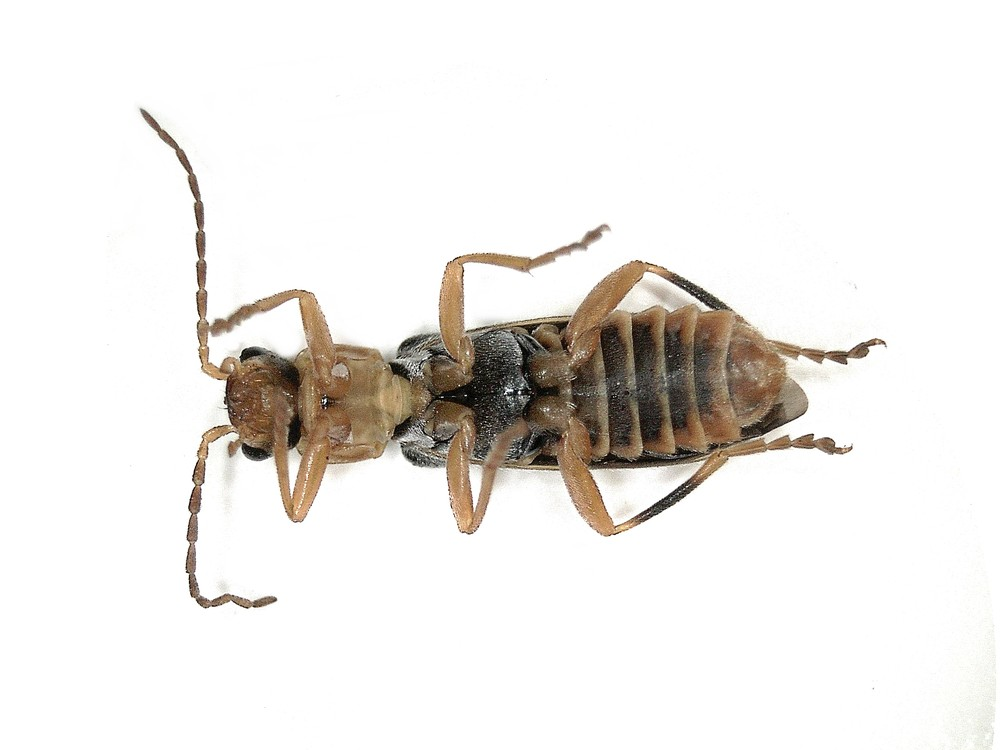
Imago, widok od spodu

Chrząszcz o wydłużonym ciele długości od 5 do 7 mm. Głowę ma przed oczami pomarańczową, a dalej czarną. Przedplecze jest szersze niż dłuższe, o wypukłej krawędzi przedniej, zaokrąglonych kątach przednich, zaokrąglonych brzegach bocznych i niewystających kątach tylnych. Ubarwienie ma żółte, pomarańczowożółte lub czerwonawe, zwykle jednolite, rzadko z parą ciemniejszych, zbliżonych do siebie plamek pośrodku dysku. Pokrywy są czarne z żółtawymi do pomarańczowobrązowych podgiętymi na spód krawędziami zewnętrznymi. Porośnięte są delikatnymi, krótkimi, jedwabistymi, zakrzywionymi, szarymi włoskami z wmieszanymi rzadkimi, bardziej odstającymi włoskami dłuższymi. Owłosienie to nadaje im szarawy odcień i matowy wygląd. Odnóża są pomarańczowe, często z miejscowymi zaczernieniami na goleniach tylnej pary.

## Ekologia i występowanie
Występuje na nizinach i pogórzach. Zamieszkuje wilgotne łąki, porośnięte wysoką trawą oraz przybrzeża wód płynących i stojących. Owady dorosłe występują od późnego maja do środka sierpnia. Pod koniec sezonu przemieszczają się ku innym habitatom.
Gatunek palearktyczny. W Europie wykazany z Austrii, Belgii, Białorusi, Czech, Danii, Estonii, Finlandii, Francji, Irlandii, krajów byłej Jugosławii, Litwy, Luksemburgu, Macedonii Północnej, Niemiec, Polski, całej europejskiej Rosji, Słowacji, Szwajcarii, Ukrainy, Węgier, Wielkiej Brytanii i Włoch. Ponadto znany z Azji Mniejszej, Kaukazu i Afryki Północnej. Podawany z Maroka, Gruzji, Turcji, Kazachstanu, Kirgistanu, Afganistanu i Mongolii.